# A Prince of Bavaria
A Prince of Bavaria est un film muet américain réalisé par Frank Lloyd et sorti en 1914.

## Synopsis
Un prince de Bavière part pour l'Amérique en compagnie de son valet où ils changeront de rôles pou tromper leur entourage.

## Fiche technique
- Titre : A Prince of Bavaria
- Réalisation : Frank Lloyd
- Scénario : Ruth Ann Baldwin
- Production : Rex Motion Picture Company
- Distribution : Universal Film Manufacturing Company
- Genre : Film dramatique
- Date de sortie :
  - États-Unis : 20 septembre 1914

## Distribution
- Herbert Rawlinson : le prince Jean de Bavière
- Ann Little : Caroline Carson
- Frank Lloyd : le valet du prince
- William Worthington : Peter Carson
- Helen Wright : Mrs Peter Carson
- Laura Oakley : Mrs Asterholt
- Beatrice Van : Gay Asterholt